# Coscojuela de Sobrarbe
Coscojuela de Sobrarbe (Cosculluela en aragonés) es una localidad española perteneciente al municipio de Aínsa-Sobrarbe, en el Sobrarbe, provincia de Huesca, Aragón. Antiguamente tuvo ayuntamiento propio.
Situada a 660 m sobre el nivel del mar y a 9,4 km de Aínsa en la ladera dirección este-oeste. Su urbanismo es lineal en torno a una única calle que parte de la plaza en la que antiguamente había un calvario. Al otro extremo de la calle se halla la ermita de San Pelayo del siglo XVI.
Destaca la iglesia de San Martín, del siglo XVI, con su torre. Es destacable también una almazara del siglo XVIII y una fuente del siglo XVII.

## Geografía humana

### Demografía
| Gráfica de evolución demográfica de Coscojuela de Sobrarbe entre 1842 y 1960 |
| |
| Población de derecho según los censos de población del INE Población de hecho según los censos de población del INEEntre el censo de 1857 y el anterior, crece el término del municipio porque incorpora a 225174 (Morillo de Tous) y 225197 (Plampalacios) Entre el censo de 1970 y el anterior, este municipio desaparece porque se integra en el municipio 22005 (Aínsa) |

La población se ha venido reduciendo, de los 32 habitantes de 1980 a 23 en 1991, aunque ha aumentado en 1999 a 30 habitantes y en 2018 a 38 habitantes, según datos del Gobierno de Aragón.

## Personalidades
- Pedro Berroy y Sánchez, jurista del siglo XIX